# Neptis lactaria
Neptis lactaria är en fjärilsart som beskrevs av Butler 1866. Neptis lactaria ingår i släktet Neptis och familjen praktfjärilar. Inga underarter finns listade i Catalogue of Life.